# Улица Богдана Хмельницкого (Астрахань)
У́лица Богда́на Хмельни́цкого — крупная улица в центральной части Астрахани, пересекает территорию Советского района города. Начинается от Шемахинской улицы и Туркменского переулка у Старого моста через Волгу в районе малоэтажной застройки к западу от Автогородка и идёт с юго-запада на северо-восток параллельно улице Николая Островского, пересекает улицы Дёминского, Дунайскую, Симферопольскую, Донецкую, Пороховую. Далее меняет направление и идёт с запада на восток, пересекая улицы Генерала Армии Епишева, Боевую, Волжскую и Бэра, площадь Декабристов и улицу Кирова, за которой переходит в проезжую часть площади Джона Рида.
Имеет статус магистральной улицы общегородского значения, регулируемого движения первого класса.
В застройке улицы встречаются здания разных периодов — дореволюционного, сталинского, хрущёвского и постсоветского, в том числе памятники архитектуры.

## История
Улица получила своё современное название Богдана Михайловича Хмельницкого решением горисполкома от 23 декабря 1954 года.

## Застройка
- дом 3 — Каспийский институт морского и речного транспорта
- дом 9 корпус 3А — Астраханский областной научно-методический центр научной культуры — Дом ремёсел

## Транспорт
По улице осуществляется движение маршрутных такси, имеются остановки маршрутов № 1с, 5с, 11, 54к, 54с,  и автобусов большого класса М1 и М3.